# 仁敦岡書室
22°26′44″N 114°00′32″E / 22.445689°N 114.009005°E

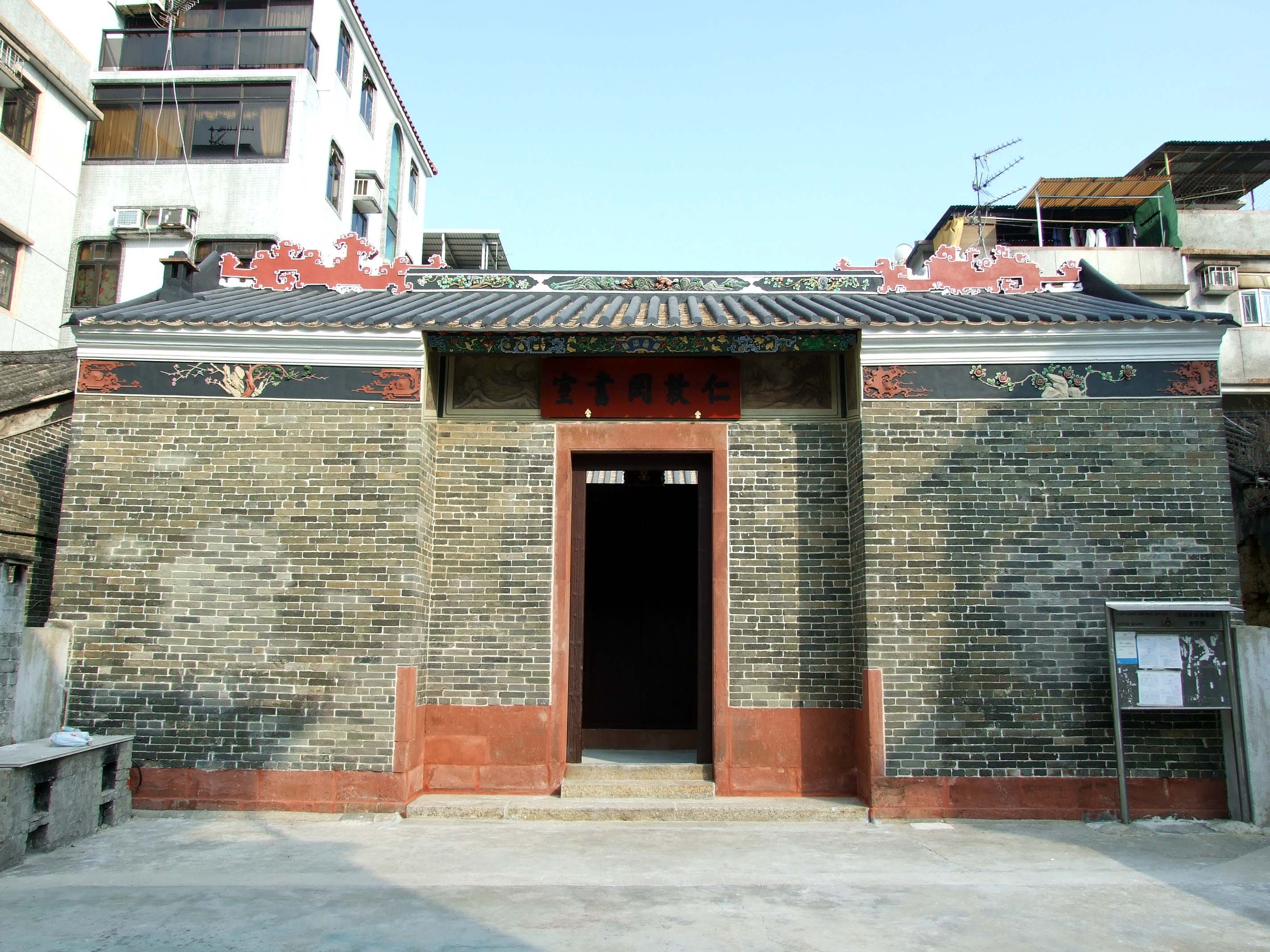
仁敦岡書室

仁敦岡書室，又稱燕翼堂，是香港一座書室，位於新界元朗屏山，為屏山文物徑的文物之一，在2009年11月6日被列為香港法定古蹟。

## 歷史
仁敦岡書室確實建造年份已不可考，而當地村民則相傳，書室是屏山鄧族為紀念十四至十六世祖而建。而根據書室正門木匾額的刻字，書室曾於清朝同治九年（1870年）進行過大規模的修繕。
仁敦岡書室的其中一個主要用途，就是培育族中孩童參加科舉，中華民國成立後，仁敦岡書室仍為族中孩童提供現代化的教育，直至1930年代被村內的達德學校所取代為止。
仁敦岡書室也是屏山鄧族的祠堂，供奉坑頭村鄧族先祖的木主，並用作宗族聚會、傳統儀式及節慶活動的地方，例如舉行春秋二祭、婚嫁喜事等。 

## 建築特色
仁敦岡書室屬三進兩院式設計。書室兩側的耳房，曾用以招待前來講學的廣州學者。而中進則置有屏山鄧族的祖先神龕。

## 門聯
仁敦岡書室大門聯：

鷰詒孫子，翼勵綱常。
仁敦岡書室神樓聯：

是用孝享，

燕樂一堂綿世澤，

翼為三祖振家聲。
仁敦岡書室神樓聯：

燕樂一堂濟濟盈盈陳其俎豆遐思木本，

翼憑三祖雍雍穆穆佑我兒孫不替蒸嘗。
仁敦岡書室大廳聯：

燕也如雲有德有功開甲第，

翼乎以禮為忠為孝洽壬林。
仁敦岡書室大廳聯：

燕波弟兄濟濟一堂斯曰祠宇重新俎豆千秋綿祀典，

翼其孫子繩繩奕代他時人才迭起書香萬載振家風。

## 外部連結
- 屏山文物徑—書室 （页面存档备份，存于）